# 15 Brygada Artylerii (II RP)
15 Brygada Artylerii (15 BA) – brygada artylerii Armii Wielkopolskiej i Wojska Polskiego II RP.
W 1919 roku sformowana została 2 Brygada Artylerii Wielkopolskiej, jako organiczna jednostka artylerii 2 Dywizji Strzelców Wielkopolskich. Po scaleniu Armii Wielkopolskiej z armią krajową przemianowana została na 15 Brygadę Artylerii. Na dzień 1 maja 1920 dysponowała 38 działami polowymi i 8 działami ciężkimi.
W 1921 roku brygada została rozwiązana. 15 pułk artylerii polowej pozostał w składzie 15 Dywizji Piechoty, natomiast 15 dywizjon artylerii ciężkiej wszedł w skład nowo powstałego 8 pułku artylerii ciężkiej.

## Obsada personalna brygady
Dowódcy brygady:
- gen. ppor. Anatol Kędzierski
- płk art. Erwin Mehlem

Oficerowie sztabu:
- kpt. art. Michał Zenkteler

## Organizacja 15 BA (2 BA)
- dowództwo 15 Brygady Artylerii (eks-Dowództwo 2 Brygady Artylerii Wielkopolskiej)
- 15 pułk artylerii polowej (eks-1 pułk artylerii polowej wielkopolskiej)
- 15 dywizjon artylerii ciężkiej (eks-15 pułk artylerii ciężkiej, eks-2 pułk artylerii ciężkiej wielkopolskiej)